# Jean-Pierre Thommes
Jean-Pierre Thommes (* 28. Juli 1890 in Bonneweg; † 20. Oktober 1963 in Mersch) war ein luxemburgischer Kunstturner.

## Biografie
Jean-Pierre Thommes startete bei den Olympischen Sommerspielen 1912 in Stockholm. Er nahm an drei der vier Turnwettkämpfe teil. Im Einzelmehrkampf belegte er den 22. Rang.
Die luxemburgische Turnriege um Nicolas Adam, Charles Behm, André Bordang, Jean-Pierre Frantzen, Michel Hemmerling, François Hentges, Pierre Hentges, Jean-Baptiste Horn, Nicolas Kanivé, Émile Knepper, Nicolas Kummer, Marcel Langsam, Émile Lanners, Maurice Palgen, Jean-Pierre Thommes, François Wagner, Antoine Wehrer, Ferdinand Wirtz und Joseph Zuang erreichte im „Freien System“ den fünften und letzten Platz (81,50 von 125 möglichen Punkten). Im Mannschaftsmehrkampf am Folgetag fehlte den Luxemburgern mit Adam, Behm, Bordang, Hemmerling, den Gebrüdern Hentges, Horn, Kanivé, Kummer, Langsam, Lanners, Thommes, Wagner, Wehrer, Wirtz und Zuang knapp ein Punkt zum Gewinn der Bronzemedaille. Die Riege belegte am Ende mit 35,95 von 60 möglichen Punkten den vierten Rang vor der deutschen Mannschaft.